# Stenophylax lavandieri
Stenophylax lavandieri är en nattsländeart som först beskrevs av Decamps 1972.  Stenophylax lavandieri ingår i släktet Stenophylax och familjen husmasknattsländor. Inga underarter finns listade i Catalogue of Life.